# Aby Gaye
Pour les articles homonymes, voir Gaye (homonymie).
Aby Gaye est une joueuse française de basket-ball, née le 3 février 1995 à Vitry-sur-Seine (Val-de-Marne).

## Biographie
À l'été 2013, elle remporte la médaille d'argent du Championnat du monde avec l'Équipe de France de basket-ball féminin des 19 ans et moins. 
Ses bonnes performances avec Toulouse lui valent une place dans la pré-sélection de 24 joueuses de l'Équipe de France annoncée le 16 mai 2014. Sa petite sœur Astou Gaye est également basketteuse et passée par Toulouse.
Avec Équipe de France U20, elle remporte l'or face à l'Espagne en juillet 2014. Après une seconde saison à Toulouse (26 matchs ; 7,8 points ; 4,6 rebonds ; 8,2 d'évaluation), elle annonce en avril 2015 sa signature à Tarbes pour la saison suivante, mais avec les problèmes financiers de ce club, elle rejoint finalement Villeneuve-d'Ascq. 
En 2015, elle dispute une rencontre amicale mais n'est pas retenue dans la sélection finale et disputera donc l'Euro des U20.
En 2017, elle remporte avec Villeneuve-d'Ascq  son premier titre de championne de France face à Lattes Montpellier.
Insuffisamment remise d'une opération de la cheville, elle doit renoncer en juillet 2018 à la préparation de la Coupe du monde 2018.
Elle étudie à Sciences Po.

## Clubs
- 2010-2013:  Centre fédéral
- 2013-2015 :  Toulouse Métropole Basket
- 2015-2017 :  Villeneuve-d'Ascq
- 2017-2019 :  Tarbes Gespe Bigorre
- 2019-2021 :  Basket Landes
- 2021-février 2022 :  Sopron
- 2022 :  : Schio
- 2022-2024 :  : Charleville
- 2025 : France : Roche Vendée Basket Club

## Palmarès

### Equipes de France
- Médaille d'argent au Championnat d'Europe des moins de 20 ans 2015[14]
- Médaille d'or au Championnat d'Europe 2014 des 20 ans et moins[7]
- Médaillée d'argent au Championnat du monde de basket-ball féminin des 19 ans et moins 2013[4]
- Médaillée d'or au Championnat d'Europe de basket-ball féminin des 18 ans et moins 2012[15]
- Médaillée de bronze au Championnat d'Europe de basket-ball féminin des 16 ans et moins 2010[15]

### Club
- Finaliste de l'Eurocoupe : 2016[16].
- Championne de France : saisons 2016-2017[11] et 2020-2021[17].

## Distinctions personnelles
- Meilleur cinq du Championnat du monde de basket-ball féminin des moins de 20 ans 2015 [18]
- Dans sa ville natale de Vitry, un tunnelier de la ligne 15 du métro de Paris a été baptisé Aby[19],[20]

.